# Schloßgartenallee (Schwerin)

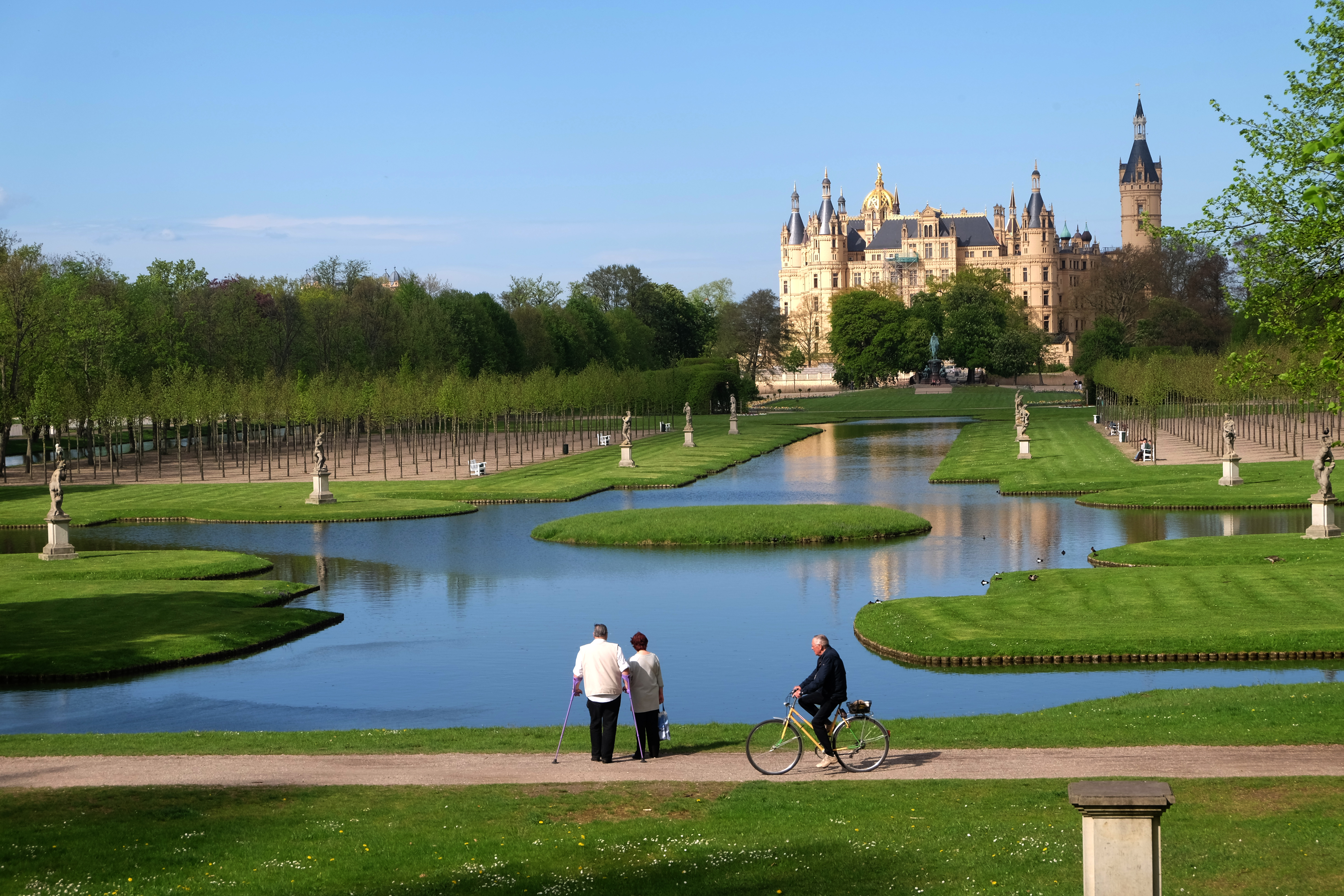
Schloss und Schlossgarten

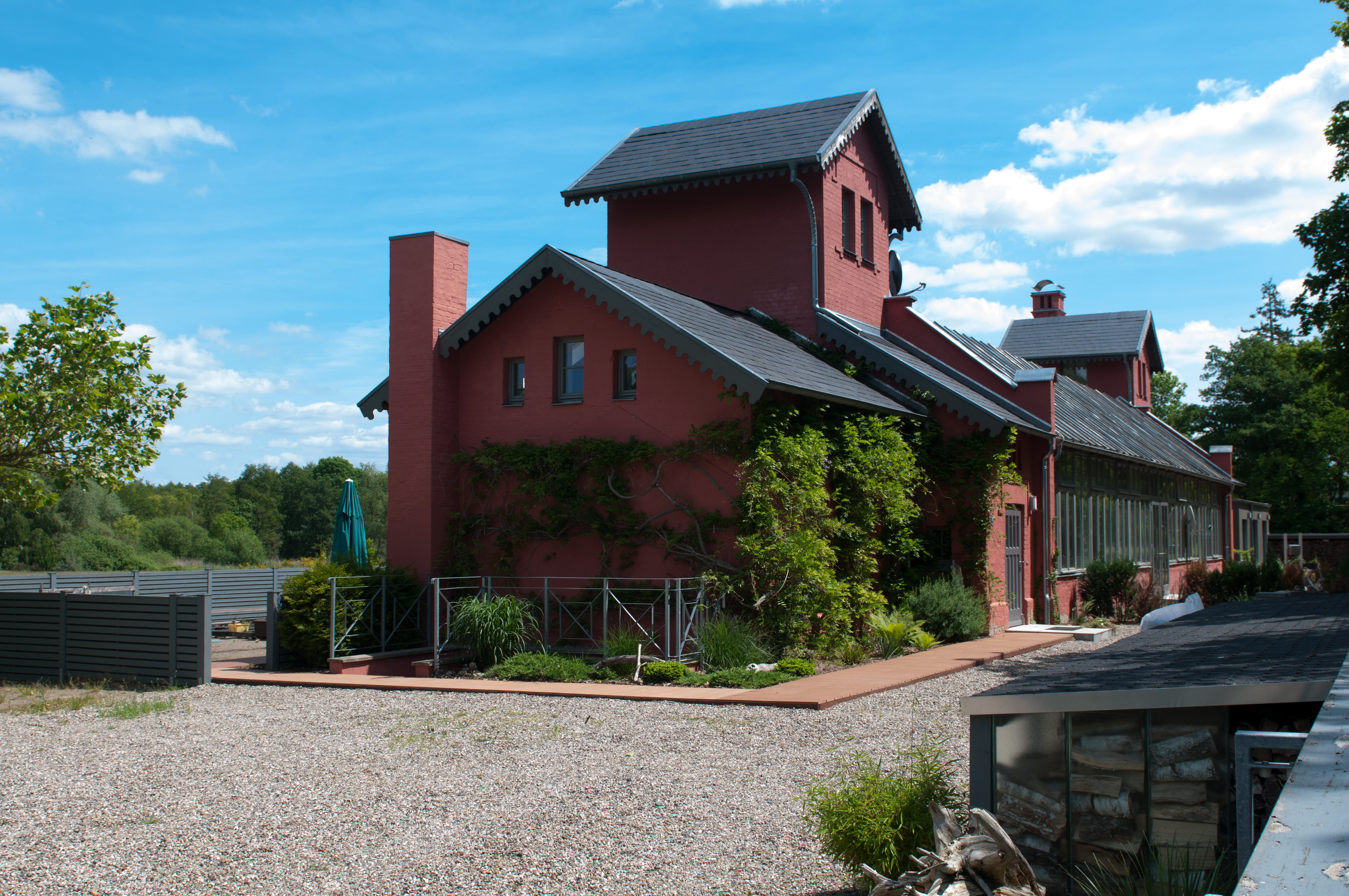
Nr. 2: Orangenhaus im Küchengarten

Die historische Schloßgartenallee befindet sich in Schwerin, Stadtteil Ostorf. Die 1800 Meter lange Straße führt in Nordwest-Südost-Richtung von der Lennéstraße zum Franzosenweg am Schweriner See bzw. zum Waldschulweg und zum Schweriner Zoo sowie Richtung Zippendorf.

## Nebenstraßen
Die Nebenstraße und Anschlussstraßen wurden benannt als Lennéstraße nach dem preußischen Gartenkünstler Peter Joseph Lenné (1789–1866), Weinbergstraße nach dem historischen Weinberg, Paulshöher Weg nach dem Großherzog von Mecklenburg-Schwerin Paul Friedrich (1800–1842), Küchengartenweg nach dem Küchengarten des Schweriner Schlosses, Parkweg, Kalkwerderring nach dem kalkigen Feuchtgebiet im Werder, Tannhöfer Allee nach dem Tannenhof, Am Tannenhof, Franzosenweg nach dem Weg der vom Schlossgarten 3000 Meter lang am Schweriner See bis zum Zippendorfer Strand führt und den 1870/71 französische Kriegsgefangene teilweise anlegten, unbenannter Weg und der Waldschulweg.

## Geschichte

### Name
Die Schloßgartenallee wurde um 1945/46 nach dem Schweriner Schlossgarten benannt. Das heutige Schloss entstand von 1845 bis 1857, der Schlossgarten wurde nach Plänen von Peter Joseph Lenné im Stil eines englischen Landschaftsparks angelegt.
Zuvor hieß sie bis 1936 und nochmals 1945 kurzzeitig Cecilienstraße nach der letzten Kronprinzessin des Deutschen Kaiserreichs Cecilie zu Mecklenburg (1886–1954), Tochter von Großherzog Friedrich Franz III. von Mecklenburg und Großfürstin Anastasia Michailowna Romanowa. Von 1936 bis 1945 hieß die Straße Wilhelm-Gustloff-Straße.

### Entwicklung

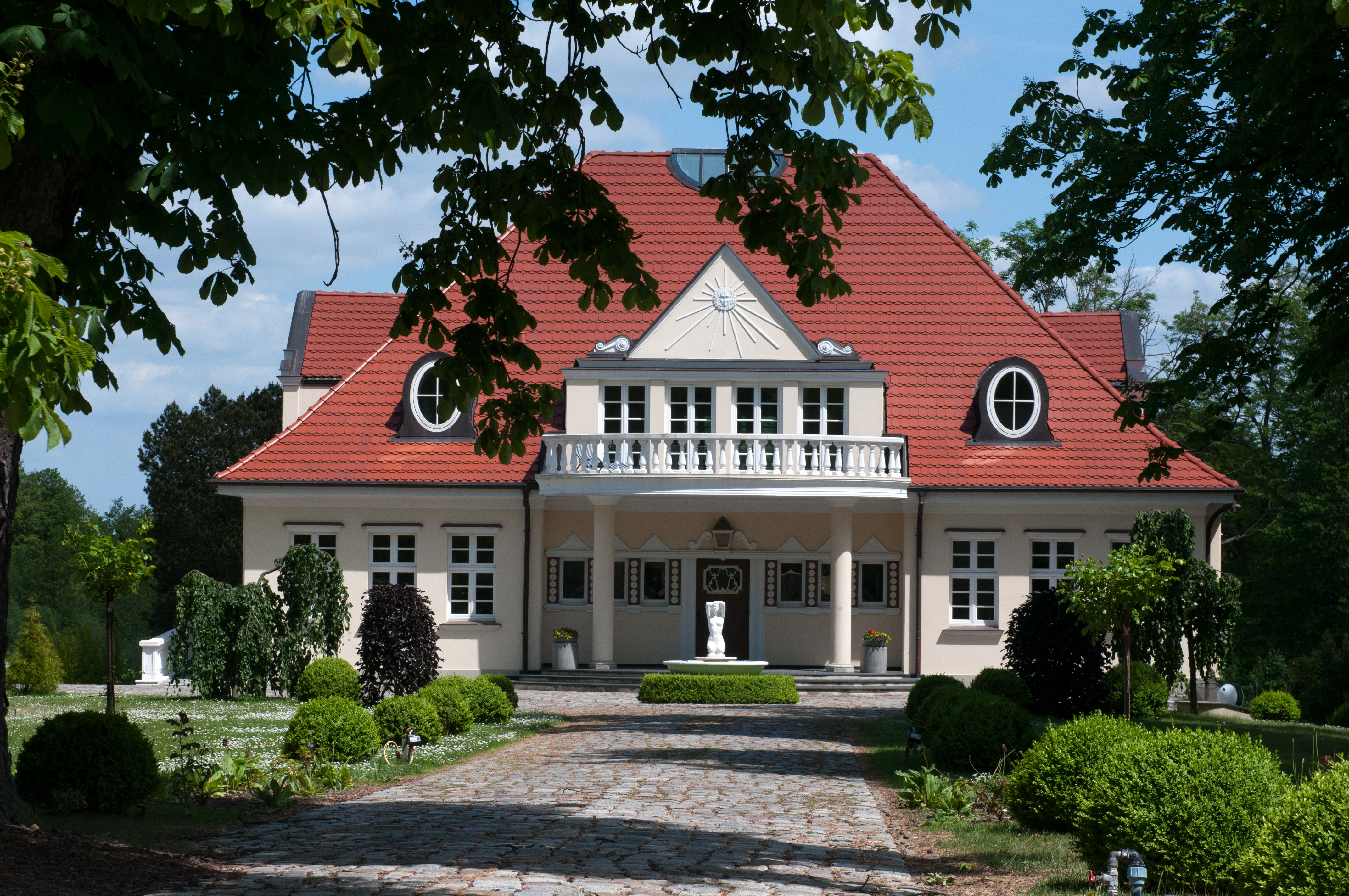
Nr. 4: Villa

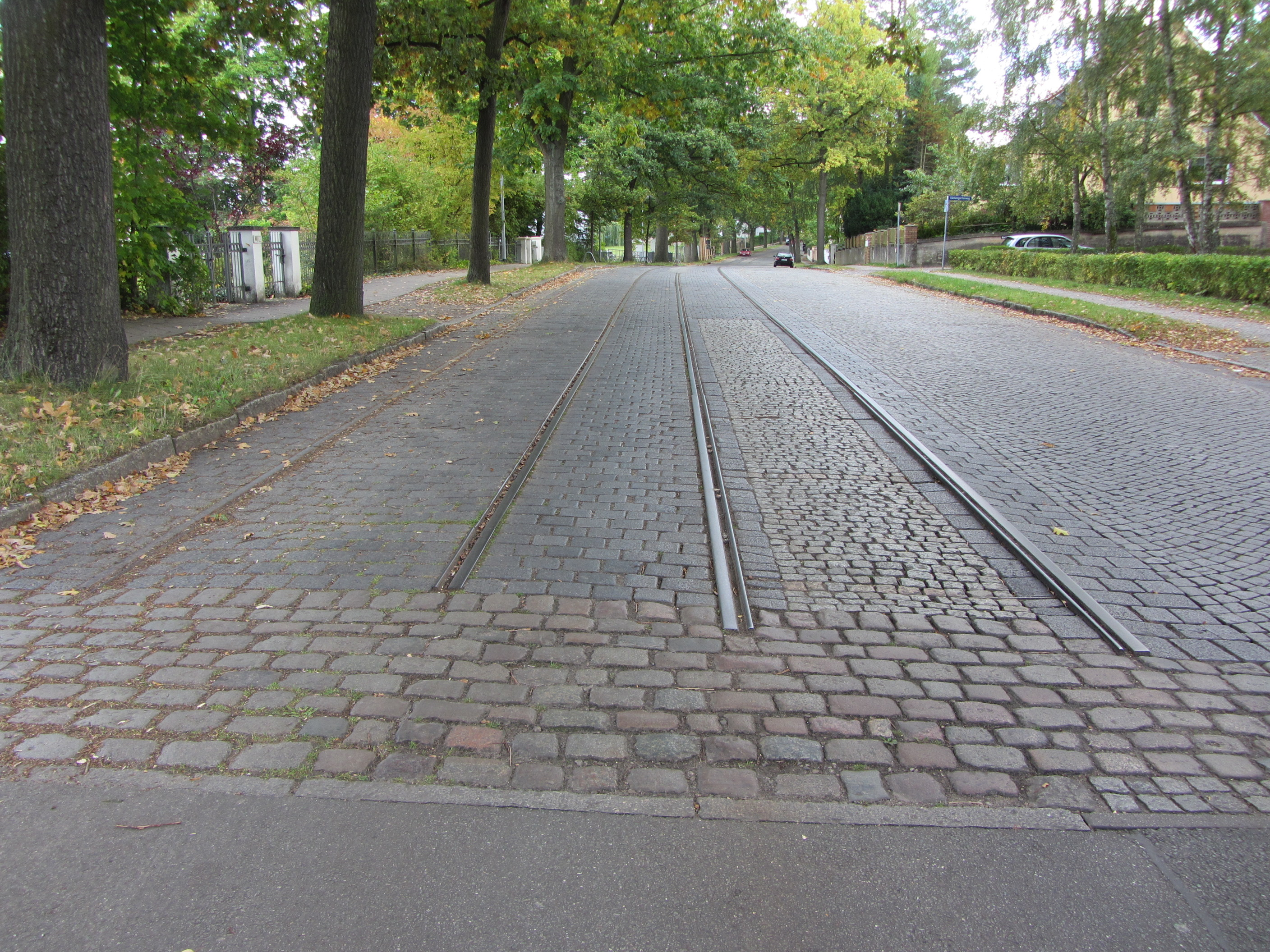
Straßenbahnschienenreste als Relikt

Mit der Stadterweiterung von Schwerin entstanden ab 1828 erste repräsentative Wohnhäuser auf dem Ostorfer Hals, dem auch so genannten Schlossgartenviertel. 1837 kehrten die Herzöge von Ludwigslust nach Schwerin zurück und der Ausbau von Schwerin zur Residenzstadt begann. Die Straße wurden nun Teil eines besonders hochwertigen Wohnviertels. Viele Villen und Wohnhäuser stehen inzwischen unter Denkmalschutz, eine Reihe von hochwertigen Neubauten kamen hinzu.
Die Ausflugsgaststätte Seevilla von vor 1870 fast am Ende der Straße mit einem inzwischen abgerissenen Saal war ein beliebtes Ziel, sodass 1911 die Straßenbahn Schwerin bis dorthin verlängert wurde.
Ab 1907 durfte der obere Küchengarten im Bereich Weinbergstraße bebaut werden (Villa Hammerstein). 1912 kamen Teile von Ostorf zu Schwerin. Professor Ewald Genzmer erstellte für das Gebiet des Schlossgartengebiets einen Bebauungsplan für Wohnhäuser in offener Bebauung; die Straße wurde kanalisiert und gepflastert. 1927 wurde Ostorf eingemeindet. NSDAP-Gauleiter Hildebrandt erwarb 1935 für seine engsten Gefolgsleute das Baugelände am Tannenhof und wohnte selbst in der Schloßgartenstraße. Die Gauführerschule war auch dort.
Der Sender Schwerin begann 1949 hier seinen Sendebetrieb. Der Norddeutsche Rundfunk (NDR) errichtete bis 1997 sein Landesfunkhaus.
Verkehrlich wird die Straße durch die Buslinien 8 und 14 der Nahverkehr Schwerin GmbH (NVS) erschlossen. 1908 fuhr die Straßenbahnlinie 3 bis zum früheren Schweizerhaus und zur Schloßgartenstraße. Von 1911 bis in die 1940er Jahre durchfuhr die Bahn teilweise die Straße bis zur Ausflugsgaststätte Seevilla.

## Gebäude, Anlagen (Auswahl)

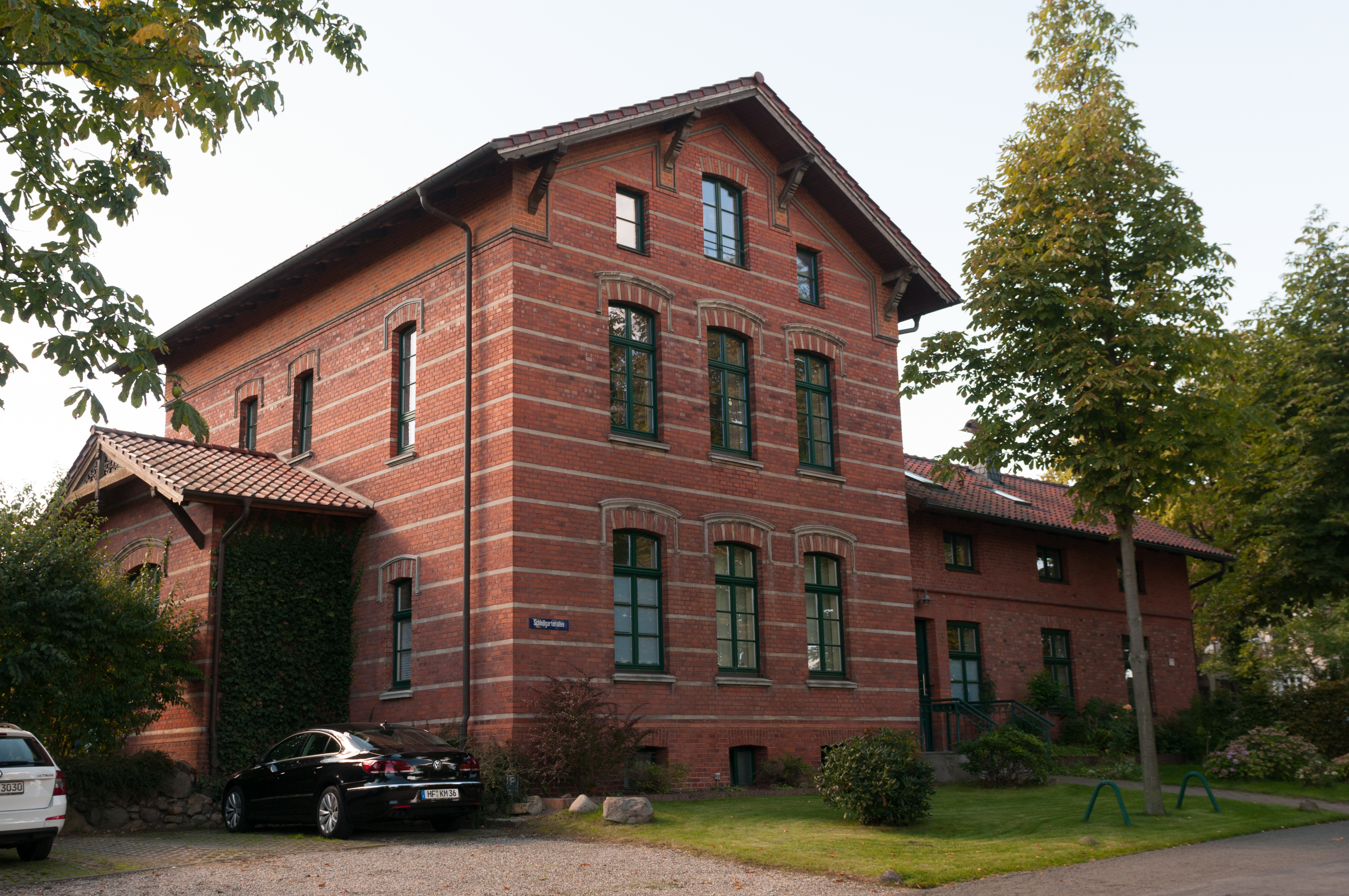
Nr. 3: Hofgärtnerhaus

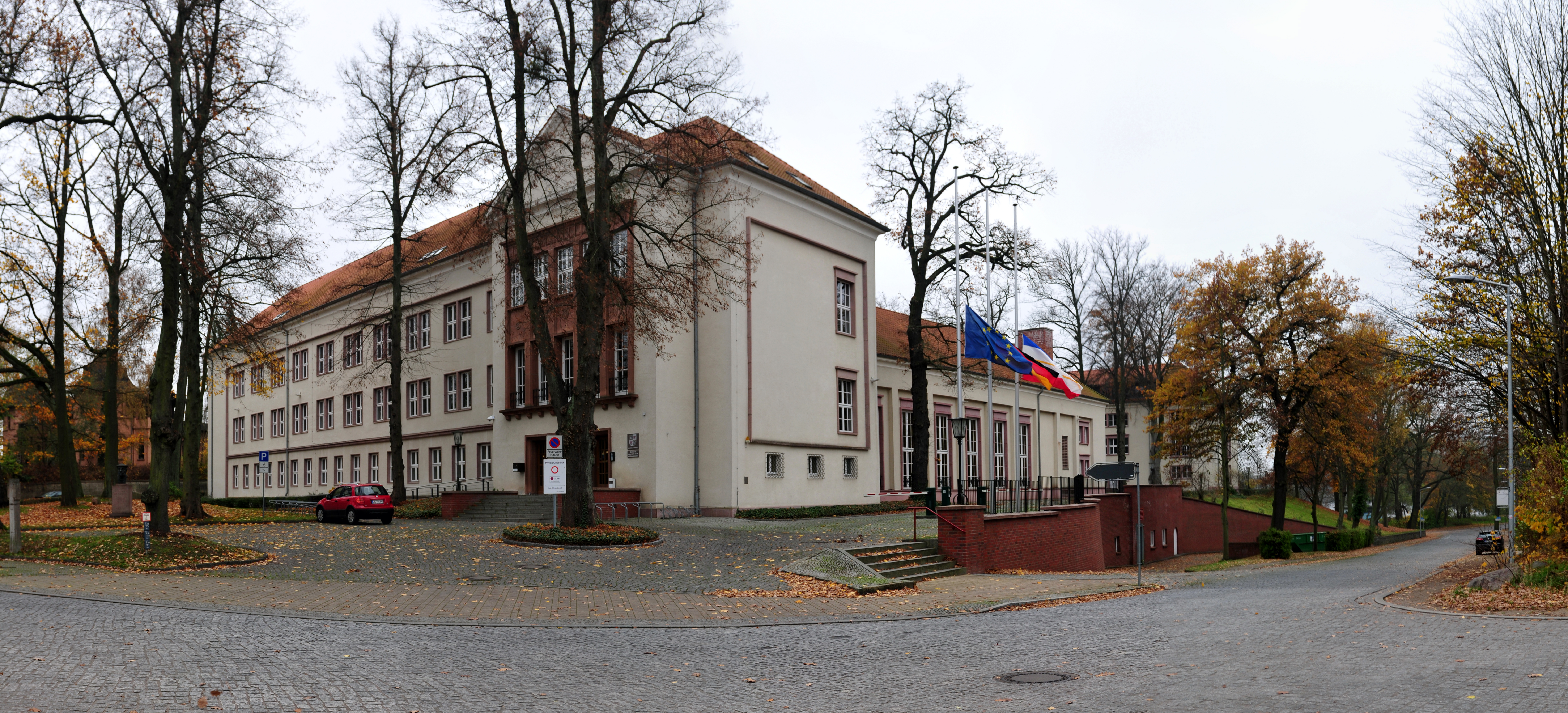
Landwirtschaftsministerium Paulshöher Weg Nr. 1

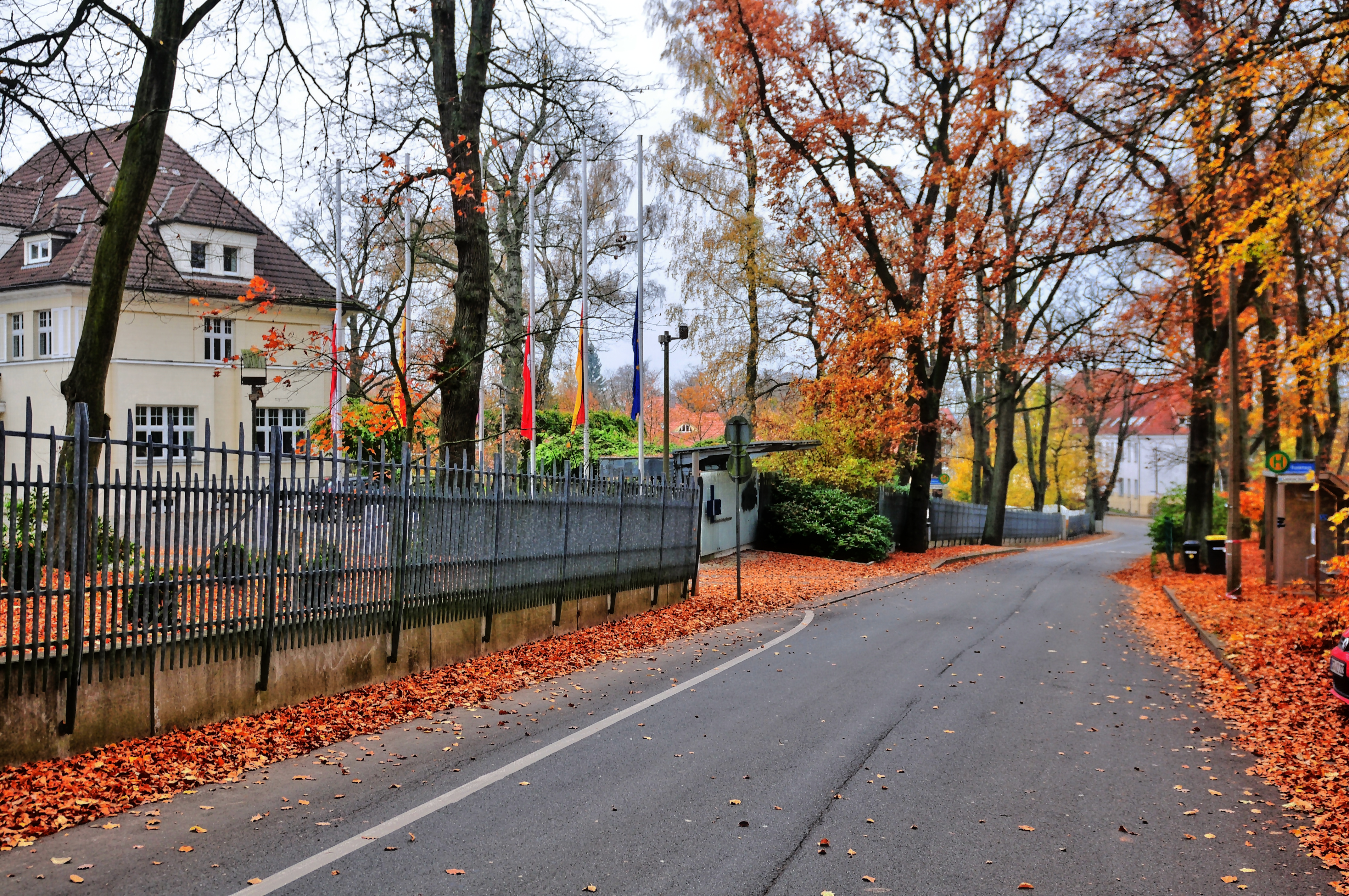
Straße bei Nr. 61

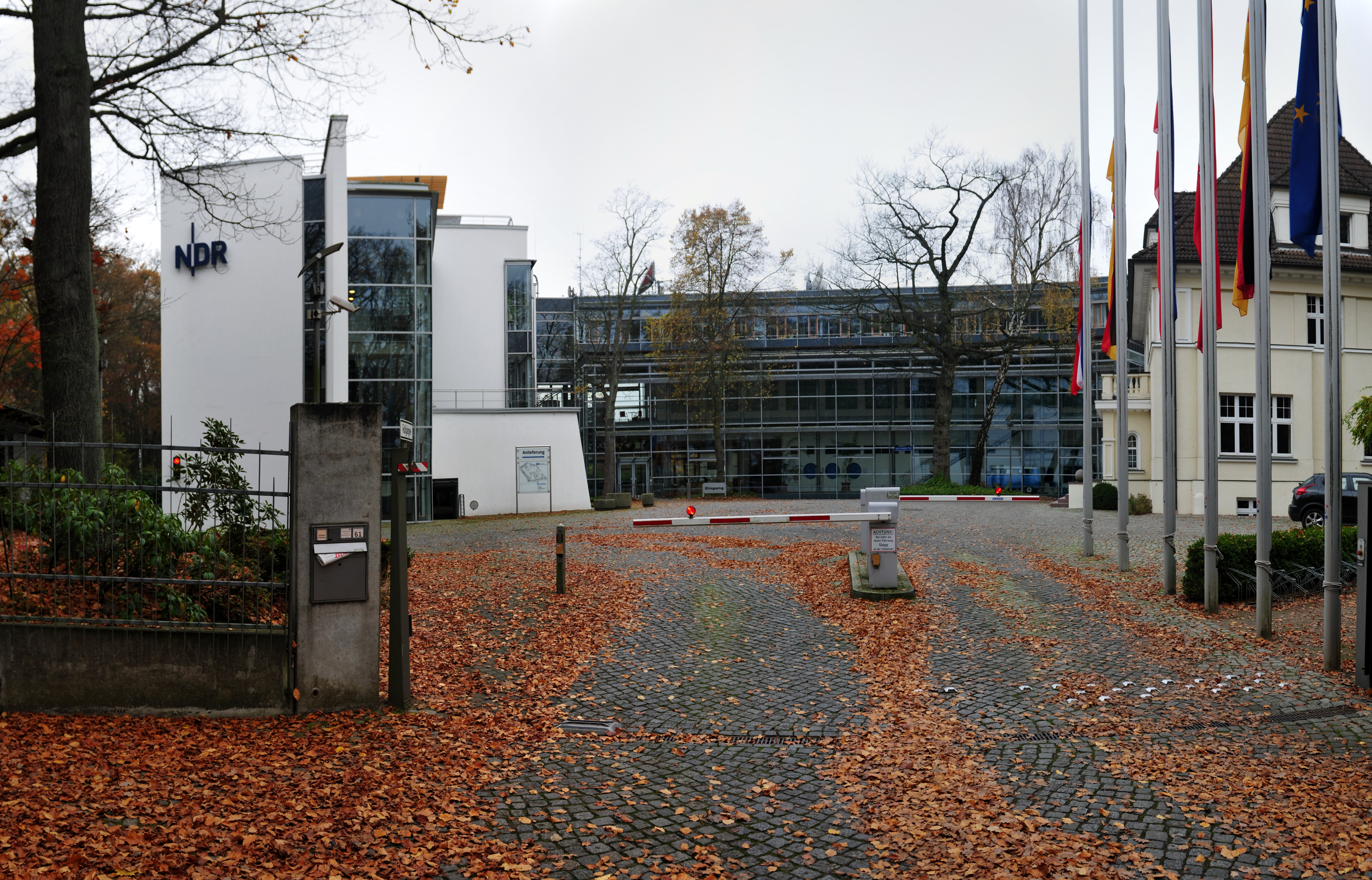
Nr. 61: NDR-Landesfunkhaus

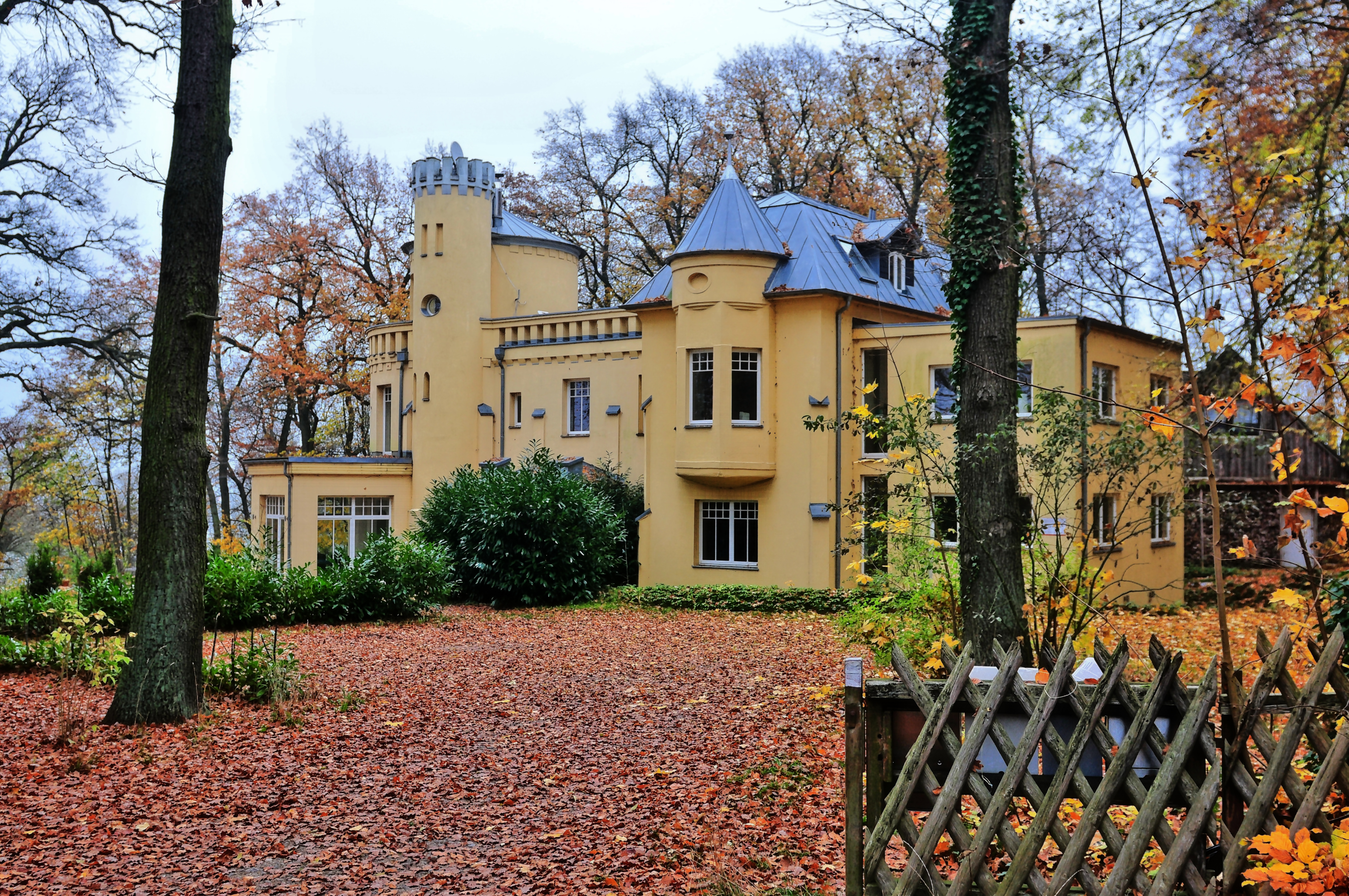
Nr. 70: Villa

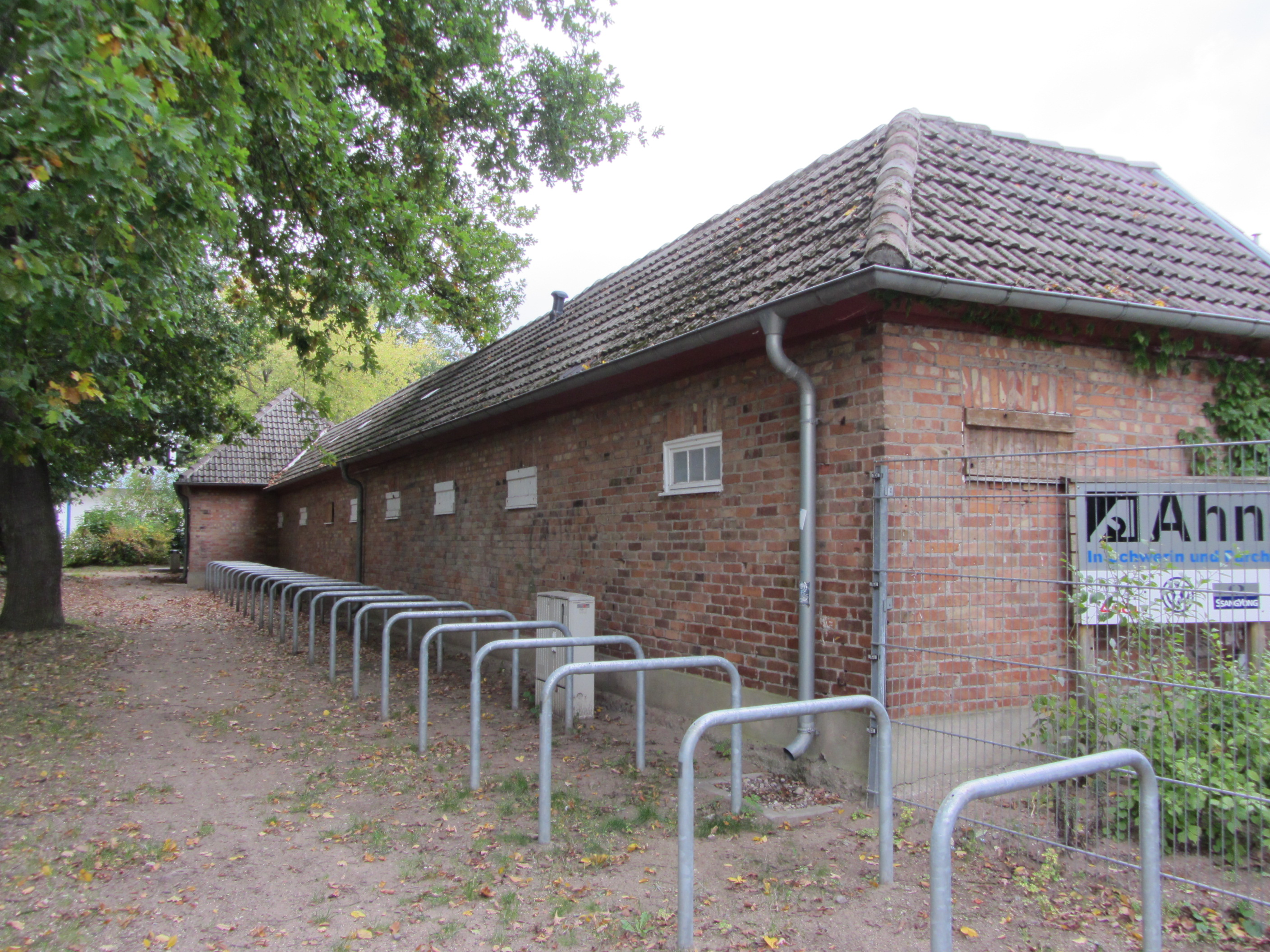
Eine Kalkbrennerei an Stelle der Badeanstalt Kalkwerder wurde erstmals 1712 am Schweriner See zwischen Franzosenweg und Schloßgartenallee erwähnt.

An der Straße stehen zumeist ein- und zweigeschossige Gebäude. Die mit (D) gekennzeichneten Häuser stehen unter Denkmalschutz.
- Lennéstraße Nr. 2: 2-gesch. neoklassizistische Kita Schlossgeister (D)
- Lennéstraße Nr. 1a: 2-gesch. neoklassizistisches Kavaliershaus mit Ferienwohnung (D)
- Weinbergstraße Nr. 1: 2-gesch. Villa (D)
- Schloßgartenallee: ehem. Küchengartenmauer (D) mit Informationstafeln zum ehem. Küchengarten
- Nr. 1: 1-gesch. Wohnhaus mit Rilkegarten
- Nr. 2: 2-gesch. verputzte ehem. Schlossgärtnerwohnhaus und ehem. kleines 1-gesch. Kalthaus (D) mit Mittelrisalit
- Nr. 2a: 1-gesch. ehem. großes Kalthaus (D) als Fachwerkbau, heute Wohnhaus
- Nr. 2b: 1- und 2-gesch. ehem. Warmhaus bzw. Orangenhaus von 1852 (D) im Küchengarten im italienischen Landhausstil nach Plänen von Hermann Willebrand mit zwei Türmchen, 1876 sowie 1890 umgebaut, heute Wohnhaus
- Nr. 3: 2-gesch. verklinkertes ehem. Hofgärtnerhaus von 1857 (D) nach Plänen von Hermann Willebrand für den Hofgartendirektor und Hofgärtner mit seiner prägenden rot/gelb gestreiften Fassade, heute Verwaltungsgebäude
- Nr. 3a: 1-gesch. ehem. Stallgebäude der Hofgärtnerei (D), heute Wohnhaus
- Nr. 4: 1-gesch. Villa (D) mit Walmdach, halbrundem Balkon am Dachhaus sowie rückseitiger halbrunder Terrasse über einem Vorbau
- Nr. 9: 2-gesch. Wohnhaus (D), Mittelrisalit mit zwei Giebeln, Einfriedung
- Nr. 10: 1- und 2-gesch. ehem. Wohnhaus (D), heute Bürogebäude
- Nr. 11: 1-gesch. Wohnhaus mit Einfriedung (D)
- Nr. 12: 2-gesch. Wohnhaus
- Nr. 14: 2-gesch. Doppelwohnhaus mit Giebelrisaliten
- Nr. 15: 1-gesch. ehem. Wohnhaus von 1913 mit Remise (D) nach Plänen von Paul Korff, heute Verwaltungsgebäude
- Ecke Paulshöher Weg: ehem. Trafostation (D)
- Paulshöher Weg 1: 3-gesch. ehem. Pädagogisches Institut von 1955, heute Verwaltungsgebäude (D) mit dem Ministerium für Landwirtschaft und Umwelt Mecklenburg-Vorpommern
- Nr. 21: 1-gesch. Wohnhaus (D)
- Nr. 25: 1-gesch. Wohnhaus (D)
- Nr. 26: 1-gesch. Wohnhaus (D)
- Nr. 29: 2-gesch. modernes Wohnhaus
- Nr. 30a: 2-gesch. modernes Wohnhaus mit 3-gesch. Türmchen
- Parkweg Nr. 7: Sportplatz Paulshöhe; ab 1903 Heimstätte des Schweriner FC 03, Verkauf seit 2017 geplant
- Nr. 31: 1-gesch. Wohnhaus mit Einfriedung und Nebengebäude (D)
- Nr. 39: 1-gesch. Wohnhaus (D)
- Nr. 40: 2-gesch. Wohnhaus mit Zaun (D)
- Nr. 43: 2-gesch. Wohnhaus (D)
- Nr. 45: 1-gesch. Wohnhaus (D)
- Nr. 47: 1-gesch. Wohnhaus (D)
- Nr. 52: 2- bis 3-gesch. historisierendes Wohnhaus mit Mansarddach
- Nr. 53: 2-gesch. Wohnhaus (D: Fassade)
- Nr. 56: 1-gesch. Villa (D) mit Mansarddach und mittlerer Freitreppe
- Nr. 57+59: 2-gesch. Gebäudegruppe der Waldorfvereinigung Schwerin und der Waldorfschule Schwerin
  - Nr. 57 wurde 1916 vom Hofmaurermeister Carl Frese für Wilhelmine Speetzen gebaut, 1933 kaufte der damalige Reichsstatthalter, NSDAP-Gauleiter und 1948 hingerichtete Kriegsverbrecher Hildebrandt das Haus; 1952 Schule, um 1960 Tagesheimschule, seit 2002 Waldorfschule
- Nr. 58: 2-gesch. neoklassizistisches Wohnhaus, ehem. Ausflugsgaststätte Seevilla (D) mit Portikus
- Nr. 61: 1-gesch. Villa (D) im Park mit 3-gesch. Rundtürmchen
- Nr. 61: 3-gesch. halbrunder Neubau des NDR-Landesfunkhauses Mecklenburg-Vorpommern von 1997 nach Plänen von Hans Struhk + Partner (Braunschweig) mit NDR 1 Radio MV; seit 1945 gab es ein provisorisches Studio in den Räumen der Oberpostdirektion (Pfaffenteichsender), 1946 ein erstes Funkhaus in einem Wohnhaus in der Schillerstraße 4, 1949 der Sender Schwerin im 2-gesch. erhaltenen Gebäude der ehem. Gauführerschule (1935 bis 1945) und in Neubauten in der Schloßgartenallee 61, 1950 entstand der große Sendesaal.
- Nr. 66: 2- und 3-gesch. Verwaltungsgebäude, früher die Villa Seehaus von 1912 nach Plänen von Baudirektor Paul Ehmig, der hier auch bis 1936 wohnte, Umbau 1927 und 1932, 1936 Haus der Nationalsozialistischen Volkswohlfahrt (NSV) und Umbau als Kindergärtnerinnenseminar, um 1952 Klassenräume der Schule in Nr. 57, 1945/48 Ausbau zum Ausländerkrankenhaus Schwerin, ab 1953 Jugendherberge Kurt Bürger, 1958 Tagesheimschule (Internat) mit Haus Nr. 57, 1971 mit Anbau Wehrkreiskommando der Nationalen Volksarmee (NVA), 1990 Kreiswehrersatzamt Schwerin, 2000 saniert und weiterer Anbau, seit 2012 u. a. Büro der Karriereberatung der Bundeswehr Schwerin und für die zivilberufliche Wiedereingliederung früherer Soldaten.
- Nr. 68: 1-gesch. Wohnhaus und Büro (D) mit Einfriedung, zwei 2-gesch. Giebelrisaliten und Dachhäusern
- Schweriner See und Franzosenweg
- Nr. 70: 2-gesch. sehr differenzierte Villa und Kanzlei (D) mit 4-gesch. Türmchen, 3-gesch. Erkertürmchen sowie Veranda

### Denkmale, Gedenken
- Ecke Schloßgartenallee/Paulshöher Weg: Thomas Müntzer als Bronzebüste auf Steinsockel vor dem Ministerium für Landwirtschaft, Umwelt und Verbraucherschutz